# Миноносец №127
№ 127 — один из 25 миноносцев типа «Пернов», построенных для Российского Императорского флота.

## История корабля
Заложен в 1894 году на стапеле Ижорского завода, спущен 18 мая 1895, вступил в строй в 1898 году. 8 февраля 1911 года сдан к Кронштадтскому военному порту для разоружения, демонтажа и реализации с исключением из списков Балтийского флота.